# Monocida
Monocida is een geslacht van kevers uit de familie bladkevers (Chrysomelidae).
De wetenschappelijke naam van het geslacht werd in 1899 gepubliceerd door Martin Jacoby.

## Soorten
- Monocida humeralis Laboissiere, 1939
- Monocida impressifrons Laboissiere, 1939
- Monocida inornata Jacoby, 1900
- Monocida keilingi Laboissiere, 1939
- Monocida sudanica Laboissiere, 1939
- Monocida suturata Jacoby, 1899
- Monocida thoracica Jacoby, 1903